# Open Database License

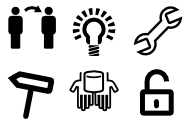
Ícones de resumo ODbL:
Você está livre: Para compartilhar, criar, adaptar;
Enquanto você deve: atribuir Crédito, manter a licença, mantenha aberto.

A Open Database License (ODbL) é um acordo de licença de copyleft ("compartilhamento similar") destinado a permitir que os usuários compartilhem, modifiquem e usem um banco de dados de forma livre enquanto mantêm essa mesma liberdade para outros.
ODbL é publicado pela Open Data Commons, parte da Open Knowledge Foundation.

## Usos notáveis
O projeto OpenStreetMap (OSM) completou o movimento de uma licença Creative Commons para ODbL em setembro de 2012, na tentativa de ter mais segurança legal e uma licença mais específica para bancos de dados ao invés de trabalhos criativos.
Outros projetos usando ODbL incluem OpenCorporates, Open Food Facts e Paris OpenData.